# 文京ふるさと歴史館
文京ふるさと歴史館（ぶんきょうふるさとれきしかん）は、東京都文京区本郷にある歴史博物館である。1991年（平成3年）に開設された。主に文京区周辺の文化財を公開している。

## 概要
文京区は弥生土器命名の地として知られ、古くから豊かな歴史をもつ。江戸時代には武家地・寺社地・町屋などが発展し、独特の産業や文化を育ててきた。
明治時代には東京大学をはじめとする多くの学校がつくられ、さらに森鴎外や樋口一葉など著名な文人たちが活動の拠点とした縁から、東京大学との協働ワークショップの実施や樋口一葉ゆかりの旧伊勢屋質店の内部公開などもある。

## 開館時間
開館：10:00～17:00
休館：月 第4火曜日、定期燻蒸期間、年末年始
入館　100円、団体(20人以上)70円

## 所在地
文京区本郷4-9-29

## 交通アクセス
- 電車 : 丸ノ内線・大江戸線本郷三丁目駅

または、三田線・大江戸線春日駅から徒歩5分
- 都営バス :「都02」「上69」真砂坂上から徒歩1分
- 文京コミュニティバスB-ぐる : 「文京シビックセンター」または「ラクーア」から徒歩10分[3]

## その他
文京区民チャンネル(CATV)ではふるさと歴史館がこれまでやってきた展示・企画などを映像で見ることができる。

## 近在の施設
- 文京区役所
- 礫川公園
- 講道館
- スパラクーア